# Pico Duarte
Pico Duarte é o ponto mais alto da República Dominicana e de todas as ilhas do Caribe. Tem 3098 m de altitude. É o topo da Cordilheira Central, que se estende deste San Cristóbal e Bani até ao noroeste da península do Haiti, onde é denominada Massif du Nord (Maciço do Norte). O pico fica no centro-oeste da República Dominicana.

## História
A primeira subida relatada foi feita em 1851 pelo cônsul britânico Sir Robert Hermann Schomburgk. Ele nomeou a montanha de "Monte Tina" e estimava sua altura em 3.140m. Em 1912, o padre Miguel Fuertes rejeitou os cálculos de Schomburgk depois de subir "La Rucilla" e julgou que fosse o cume mais alto da ilha. Um ano depois, o botânico sueco Erik Leonard Ekman alinhou com a estimativa do inglês, e chamou as irmãs cimeiras "Pelona Grande" e "Pelona Chica" ( "Big Pelona" e "Pelona pequena"). Durante o regime de Rafael Trujillo Molina, o mais alto dos dois foi chamado de "Pico Trujillo". Após a morte do ditador, foi rebatizado de Pico Duarte, em homenagem a Juan Pablo Duarte, um dos fundadores da República Dominicana.

## Geografia

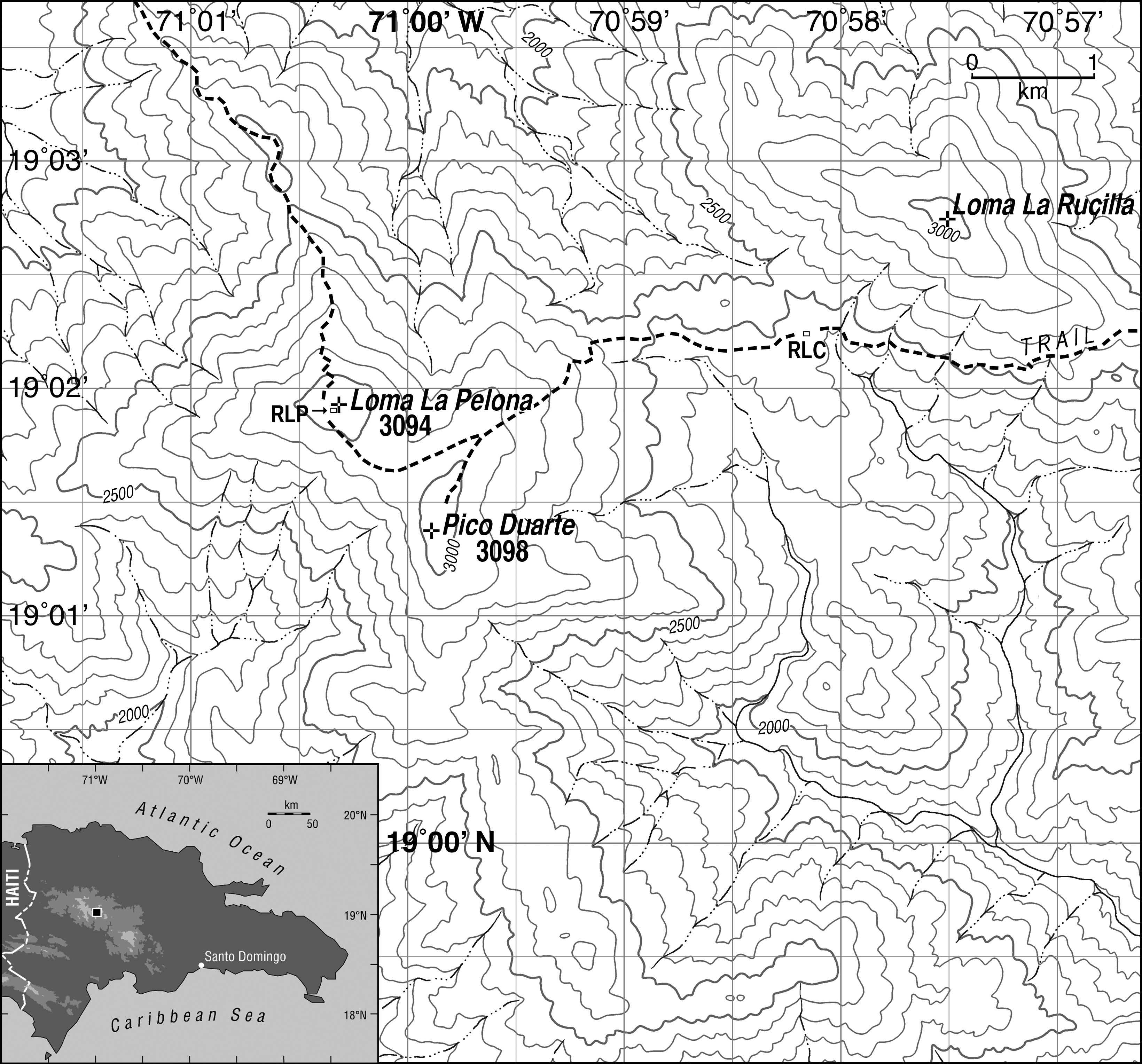
Mapa topográfico do maciço do Pico Duarte e sua localização dentro de Hispaniola

A elevação da montanha foi debatida por décadas até meados dos anos 1990,quando ainda era considerada 3.175 metros de altura. Em 2003, foi medido por um investigador utilizando a tecnologia GPS e verificou-se ser 3.098 metros. A elevação oficial como registrado por agências governamentais dominicanas é 3.087 metros, uma medida que foi confirmado por vários grupos de caminhantes usando consoles GPS pessoais. Apesar disso, os dados SRTM indicam que o exame profissional é provavelmente mais preciso. É apenas a alguns metros mais alto do que "La Pelona", seu gêmeo que fica a 3.084, e do qual é separado por uma col entre as cimeiras que é de cerca de 1,5 km de largura, e é oficialmente nomeado "Valle del Baito", também chamado de "Valle de Lilís".